# Lakeshore Entertainment
Lakeshore Entertainment Group — американская кинокомпания, которая специализируется на производстве независимых кинофильмов. Основана в 1994 году Томом Розенбергом и Тедом Танебаумом (1933—2002). Штаб квартира компании находится в Беверли-Хиллз, штат Калифорния (США). Lakeshore Entertainment выпустила более 40 фильмов, включая оскароносный фильм Малышка на миллион. Кроме киноподразделения компания владеет звукозаписывающей компанией Lakeshore Records.
В марте 2019 г. Lakeshore выставила свою кинобиблиотеку на продажу, включавшую в себя 300 картин, включая созданные купленным в 1996 г. New World Pictures. В октябре Lakeshore продала библиотек и международные операции Vine Alternative Investments за приблизительно 200 млн. долл. В 2021 г. компания была переименована в Lakeshore Village Entertainment, LLC, став подразделением Village Roadshow Entertainment Group.

## Фильмы
- Кукла 2: Брамс (2020)
- Во власти стихии (2018)
- Американская пастораль (2016)
- Другой мир: Войны крови (2016)
- Кукла (2016)
- Век Адалин (2015)
- Ватиканские записи (2015)
- Реальные парни (2013)
- Я, Франкенштейн (2013)
- Игра на выживание (2012)
- Очень опасная штучка (2012)
- Другой мир: Пробуждение (2012)
- Нокаут (2012)
- Линкольн для адвоката (2011)
- Слава (2009)
- Геймер (2009)
- Голая правда (2009)
- Адреналин 2: Высокое напряжение (2009)
- Другой мир: Восстание ликанов (2009)
- Генри Пул уже здесь[англ.] (2008)
- Не оставляющий следа (2008)
- Полуночный экспресс (2008)
- Патология (2008)
- Элегия (2007)
- Праздник любви (2007)
- Кровь и шоколад (2007)
- Прощальный поцелуй (2006)
- Сделка с дьяволом (2006)
- Адреналин (2006)
- Она — мужчина (2006)
- Другой мир: Эволюция (2006)
- Эон Флакс (2005)
- Шесть демонов Эмили Роуз (2005)
- Пещера (2005)
- Малышка на миллион (2004)
- Охотник на убийц (2004)
- Другой мир (2003)
- Пуленепробиваемый монах (2003)
- Загнанный (2003)
- Запятнанная репутация (2003)
- Человек-мотылёк (2002)
- Лучший друг (2000)
- Дар (2000)
- Осень в Нью-Йорке (2000)
- Дорога на Арлингтон (1999)
- Сбежавшая невеста (1999)
- 200 сигарет (1999)
- Настоящая блондинка (1997)
- Попутчики (1997)